# Селище спортсменів Кемайоран
6°09′09″ пд. ш. 106°51′34″ сх. д. / 6.1523773° пд. ш. 106.8594821° сх. д.
Селище спортсменів Кемайоран (індонез. Wisma Atlet Kemayoran) — комплекс споруд, розташований в районі Кемайоран у столиці Індонезії Джакарті. Комплекс був запроєктований як селище спортсменів для Азійських ігор 2018 року та Азійських параігор 2018 року, які проходили в Джакарті, та побудоване на території площею 10 гектарів, в ньому було 7424 квартири в 10 вежах. Загальна місткість селища на 22272 місця проживання перевищила стандарти Міжнародного олімпійського комітету, які вимагають від господарів змагань, які проходять під егідою МОК, надавати місце для проживання щонайменше для 14 тисяч спортсменів.

## Використання як лікарні для хворих на COVID-19
Під час епідемії COVID-19 в Індонезії 4 вежі селища було переобладнано під польові лікарні швидкої допомоги. 18 березня 2020 року міністерство фінансів повідомило, що селище спортсменів Кемайоран буде переобладнано для розміщення хворих на COVID-19, які мають лише легкий перебіг хвороби, після консультації лікарів. Переобладнання було офіційно завершено 23 березня. З місткістю 3 тисячі ліжок колишнє селище для спортсменів стало одним із найбільших польових госпіталів для лікування COVID-19 у світі, воно було у 3 рази більшим за лікарню Хуошеншань або в 2 рази більший за лікарню Лейшеньшань, обидві в Ухані.
З повідомленням уряду 30 грудня 2022 року про скасування заходів щодо обмеження громадської діяльності 3 вежі лікарні швидкої допомоги було виведено з експлуатації, залишивши діючою лише одну вежу.